# Igel, Tyskland
Igel är en kommun och by nära Trier vid floden Mosel i Landkreis Trier-Saarburg i förbundslandet Rheinland-Pfalz i Tyskland.
Kommunen ingår i kommunalförbundet Verbandsgemeinde Trier-Land tillsammans med ytterligare tio kommuner.
I byn bedrivs vinodling. Därinvid står den 23 m höga Igelpelaren, ett bildsmyckat romerskt gravmonument från omkring 200 e.Kr. över klädeshandlarfamiljen Secundinierna.